# Jan Bielecki (powieść)
Jan Bielecki. Powieść narodowa polska oparta na podaniu historycznym – powieść napisana przez Juliusza Słowackiego w 1830 roku w Krzemieńcu. Jej pierwodruk ukazał się w pierwszym tomie Poezji wydanych w 1832 roku w Paryżu.
Utwór dotyczy problemu zdrady narodowej. Jan Bielecki jest sprawcą konfliktu tragicznego w swych skutkach. Z zemsty za zajazd wskazuje Tatarom zamek Sieniawskiego; zabija magnata po czym zostaje wyklęty przez Kościół i umiera z rozpaczy.